# Sol (stanice metra v Madridu)
Sol (plným názvem španělsky Estación del Sol; doslovně Slunce) je stanice metra a příměstské železnice Cercanías v Madridu. Nachází se pod náměstím Puerta del Sol v centrální části města. Proto také patří k nejvýznamnějším přestupním uzlům v síti. Na stanici se kříží linky metra 1, 2 a 3 a železniční linky C-3 a C-4. Stanice se nachází v tarifním pásmu A.

## Historie

Schéma výstupů ze stanice a zastávek autobusové dopravy

Stanice začala být budována 17. července 1917, otevřena byla jako jedna z prvních v Madridu – 17. října 1919 – jako součást prvního úseku linky 1, který vedl právě mezi stanicemi Sol a Cuatro Caminos. 11. června 1924 pak byla otevřena stanice linky 2 na úseku Sol–Ventas, která se nachází nad stanicí linky 1, kolmo na její směr. 9. srpna 1936 pak byla otevřena třetí stanice – linky 3. Tato stanice se nachází na stejné úrovni jako linka 1 a taktéž vede v kolmém směru na stanici linky 2. První úseky všech prvních třech linek madridského metra procházely právě přes stanici Sol.
V roce 2004 byla zahájena výstavba stanice příměstské železnice Cercanías na úseku Atocha–Chamartín. Stanice, která se nachází výrazně hlouběji než stanice metra, byla otevřena 27. června 2009.
V letech 2013–2016 byla stanice přejmenována na „Vodafone Sol“ z důvodu reklamní kampaně. V roce 2016 proběhla rozsáhlá rekonstrukce velké části linky 1 a tudíž i stanice Sol.